# Баграш-Бигринское (сельское поселение)
Баграш-Бигринское — упразднённое муниципальное образование со статусом сельского поселения в Малопургинском районе Удмуртии Российской Федерации.
Административный центр — деревня Баграш-Бигра.
25 июня 2021 года упразднено в связи с преобразованием муниципального района в муниципальный округ.

## История
Статус и границы сельского поселения установлены Законом Удмуртской Республики от 14 июля 2005 года № 47-РЗ «Об установлении границ муниципальных образований и наделении соответствующим статусом муниципальных образований на территории Малопургинского района Удмуртской Республики».

## Население
| 2010  | 2012  | 2013  | 2014  | 2015  | 2016  | 2017  |
| ----- | ----- | ----- | ----- | ----- | ----- | ----- |
| 1468  | ↘1445 | ↗1448 | ↗1461 | ↗1477 | ↘1453 | ↗1467 |
| 2018  | 2019  | 2020  |       |       |       |       |
| ↗1477 | ↗1492 | ↗1525 |       |       |       |       |

## Состав сельского поселения
| № | Населённый пункт | Тип населённого пункта          | Население |
| - | ---------------- | ------------------------------- | --------- |
| 1 | Баграш-Бигра     | деревня, административный центр | ↘840      |
| 2 | Дома 1079 км     | починок                         | ↗21       |
| 3 | Дома 1084 км     | починок                         | ↘9        |
| 4 | Курегово         | деревня                         | ↘368      |
| 5 | Орлово           | деревня                         | ↘132      |
| 6 | Чурашур          | деревня                         | ↘75       |